# Summer World University Games 2025/Teilnehmer (Kenia)
| Gelbes Symbol für Goldmedaillen mit stilisierten Olympischen Ringen | Graues Symbol für Silbermedaillen mit stilisierten Olympischen Ringen | Braundes Symbol für Bronzemedaillen mit stilisierten Olympischen Ringen |
| ------------------------------------------------------------------- | --------------------------------------------------------------------- | ----------------------------------------------------------------------- |
| 1                                                                   | 2                                                                     | 2                                                                       |

Kenia nahm an den Summer World University Games 2025 vom 16. bis zum 27. Juli mit 20 Athleten (11 Männer und 9 Frauen) teil.

## Medaillen

### Medaillenspiegel
| Rang   | Sportart       | Gold | Silber | Bronze | Gesamt |
| ------ | -------------- | ---- | ------ | ------ | ------ |
| 1      | Leichtathletik | 1    | 1      | 1      | 3      |
| 2      | Tennis         | –    | 1      | 1      | 2      |
| Gesamt | Gesamt         | 1    | 2      | 2      | 5      |

### Medaillengewinner
| Name/n                    | Sportart       | Wettkampf    |
| ------------------------- | -------------- | ------------ |
| Gold                      |                |              |
| Brian Musau               | Leichtathletik | 10.000 m     |
| Silber                    |                |              |
| Sarah Wanjiru             | Leichtathletik | 10.000 m     |
| Angella Okutoyi Kael Shah | Tennis         | Mixed-Doppel |
| Bronze                    |                |              |
| Collins Kiprotich         | Leichtathletik | 5000 m       |
| Kenia                     | Tennis         | Mannschaft   |

## Teilnehmer nach Sportarten

### Leichtathletik
| Männer - Kelvin Chepsigor - Brian Musau - Kundu Omurwa - Collins Kiprotich - Isaiah Sayialel - Julius Lotabonyi | Frauen - Sarah Wanjiru - Judy Kosgei - Gladys Chepngetich |

### Schwimmen
| Männer - Jesse Okumu | Frauen - Victoria Okumu |

### Taekwondo
| Männer - Haji Okwato - Eric Munene | Frauen - Selina Mwechande - Annah Miwandawiro - Alice Stacy |

### Tennis
| Männer - Derick Ominde - Kael Shah | Frauen - Cynthia Wanjala - Angella Okutoyi |